# Dany Bédar
Pour les articles homonymes, voir Bédar.
 (août 2014).
Si vous disposez d'ouvrages ou d'articles de référence ou si vous connaissez des sites web de qualité traitant du thème abordé ici, merci de compléter l'article en donnant les références utiles à sa vérifiabilité et en les liant à la section « Notes et références ».
Dany Bédar (né à Val d'Or, dans la région d'Abitibi-Témiscamingue au Québec, le 2 juillet 1976) est un chanteur québécois.

## Carrière
Il a été disc jockey[Quand ?] au bar Dundee. Il déménage à Montréal à 19 ans. En 1993, il est le bassiste du groupe Sex Solution avec Gaeboche (percussions), Karl Coderre (guitare et voix). En 1999, les membres du groupe La Chicane lui demandent de les accompagner en tournée en tant que bassiste. Il écrira plusieurs titres pour le groupe.
Dany Bédar se lance dans une carrière solo en 2002. Il mettra un hiatus sur sa carrière solo en 2008 pour devenir le batteur d'un groupe d'amis, La Brassée. Ce groupe reprend des « classiques » du groupe Abbittibbi.
Dany Bédar a écrit des chansons pour Isabelle Boulay, Annie Villeneuve (Un ange qui passe), Marie-Chantal Toupin, Roch Voisine, Marc Dupré (Presque tout dit) et la chanteuse française, Nolwenn Leroy.
Il est très actif dans le soutien aux jeunes en détresse : sa chanson Écoute-moi donc a été utilisée pour un message en soutien d'une ligne téléphonique canadienne d'écoute pour les jeunes en difficulté[réf. nécessaire].
Les chansons de Dany Bédar s'adressent à tout public, les sujets vont du respect pour l'environnement (À Libérer) aux incompréhensions entre anglophones et francophones au Canada dans Déjà vu, dont il existe deux versions (bilingue et uniquement anglaise).
En 2017-2018, Dany revient avec le groupe de La Chicane pour une dernière tournée «La Chicane : 20 Ans Déjà» et va voyager partout à travers le Québec pour permettre à leurs fans de les revoir une dernière fois en groupe. En 2022, il quitte à nouveau le groupe.

## Discographie
- 2002 : Fruit de ma récente nuit blanche
- 2004 : Écoute-moi donc
- 2004 : La Tournée Boombox (avec Boom Desjardins et Richard Pelland)
- 2006 :  Acoustique... en studio
- 2007 : DVD  Y'a du monde
- 2008 : III
- 2011 : L'avocat du Yab
- 2012 : On a tous une histoire à conter
- 2016: Le meilleur de moi
- 2018 : La Chicane : 20 Ans Déjà (Album Live Concert)

## Lauréats et nominations

### Gala de l'ADISQ
| Année | Catégorie                           | Pour                     | Résultat   |
| ----- | ----------------------------------- | ------------------------ | ---------- |
| 2000  | groupe de l'année                   | La Chicane               | lauréat    |
| 2001  | album de l'année - meilleur vendeur | Disparu                  | nomination |
| 2001  | album de l'année - rock             | Disparu                  | lauréat    |
| 2001  | chanson populaire de l'année        | Tu peux partir           | nomination |
| 2001  | groupe de l'année                   | La Chicane               | nomination |
| 2002  | chanson populaire de l'année        | Tu m'manques             | nomination |
| 2003  | chanson populaire de l'année        | Faire la paix de l'amour | nomination |
| 2005  | album de l'année - meilleur vendeur | Écoute-moi donc          | nomination |
| 2005  | album de l'année - pop/rock         | Écoute-moi donc          | lauréat    |
| 2005  | chanson populaire de l'année        | Écoute-moi donc          | nomination |
| 2005  | interprète masculin de l'année      | Dany Bédard              | lauréat    |
| 2006  | interprète masculin de l'année      | Dany Bédard              | lauréat    |
| 2007  | album de l'année - pop-rock         | Acoustique... en studio! | nomination |
| 2009  | album de l'année - pop-rock         | III                      | nomination |

### Prix Juno[9]
| Année | Catégorie                       | Pour            | Résultat   |
| ----- | ------------------------------- | --------------- | ---------- |
| 2002  | album francophone le plus vendu | Disparu         | nomination |
| 2005  | album francophone de l'année    | Écoute-moi donc | nomination |